# North Melbourne Football Club
El North Melbourne Football Club és un club professional de futbol australià australià de la ciutat de Melbourne que disputa l'Australian Football League.

## Estadis
- Royal Park: 1869 - 1875
- Albert Park: 1876
- Royal Park: 1877 - 1882
- Arden Street Oval: 1882 - 1964
- Coburg City Oval: 1965
- Arden Street Oval: 1966 - 1985
- Melbourne Cricket Ground: 1985 - 2002
- Docklands Stadium: 2002 - present

## Palmarès
- Victorian Football Association: 1903, 1904, 1910, 1914, 1915, 1918
- Australian Football League: 1975, 1977, 1996, 1999
- Minor Premiers (fase regular): 1949, 1978, 1983, 1998
- Campionat d'Austràlia: 1975
- McClelland Trophy: 1976, 1978, 1983, 1998